# Apithecia
Apithecia là một chi bướm đêm thuộc họ Geometridae.